# Сусоловка (посёлок)
Су́соловка — посёлок в Великоустюгском районе Вологодской области. Административный центр Сусоловского сельского поселения (до 1 января 2022 года) и Сусоловского сельсовета. С 1 января 2022 года населённый пункт в составе Заречного сельского поселения).

## География
Расположен в верховьях реки Лименда на границе с Кировской областью, в 40 км к востоку от Великого Устюга (70 км по автодорогам) и в 435 км к северо-востоку от Вологды.
Ближайшие населённые пункты — Северный, Химзавод.
В посёлке находится ж.-д. станция Сусоловка на линии Котлас — Киров, от посёлка отходит ж.-д. ветка к Христофорово (Кировская обл.). Через посёлок проходит подъездная дорога от автодороги Великий Устюг — Луза к посёлку Христофорово.
По переписи 2002 года население — 910 человек (404 мужчины, 506 женщин). Преобладающая национальность — русские (95 %).